# Débora Nascimento
Pour les articles homonymes, voir Nascimento.
Débora Nascimento est une actrice brésilienne née le 16 juin 1985 à Suzano.

## Carrière
En 2009, elle est choisie ainsi que Grazi Massafera pour la nouvelle campagne publicitaire de L'Oréal.
Depuis le début de novembre 2016, à Alméria en Espagne, Débora Nascimento enregistre le long métrage Jesús de Nazareth produit par José Manuel Brandariz et dirigé par Rafael Lara aux côtés de Julián Gil qui tient le rôle-titre.

## Filmographie

### Telenovelas
- 2007 : Paraíso Tropical : Elisa
- 2007-2008 : Duas Caras : Andréia Bijou
- 2008 : Guerra & Paz : Ruthinha
- 2009 : Uma Noite no Castelo : Zara
- 2009 : Budapeste : Teresa
- 2009-2010 : Sauvée par l'amour (Vivir la vida) : Roberta Viana
- 2011 : Fina Estampa : Mannequin
- 2012 : Acampamento de Férias 3: O Mistério da Ilha do Corsário : Lola
- 2012 : Avenida Brasil : Tessália das Graças Mendonça
- 2013 : Fleur Caraïbes (Flor do Caribe) : Taís Soares
- 2014 : Geração Brasil : Maria Carlota Valdez Vergara
- 2014 : Alto Astral : Sueli Caldas
- 2016 : Êta Mundo Bom! : Filomena Pereira Torres, dite Filó
- 2023 : Un œil indiscret  : Miranda

### Émissions télévisées
- 2008 : Episódio Especial : Elle-même
- 2009 : Episódio Especial : Elle-même

### Films
- 2007 : Cérbero : Maria Isabel
- 2008 : L'Incroyable Hulk (O Incrível Hulk) : Martina
- 2009 : Budapeste : Teresa
- 2013 : O Inventor de Sonhos : Matilda
- 2014 : Tarzan : Jane (voix)
- 2014 : Rio, Eu Te Amo : Musa
- 2016 : Tudo Bom, Tudo Bem : Bethânia
- 2023  : Œil indiscret mini série

## Théâtre
- 2011 : A Pequena Sereia